# Strangalia strigosa
Strangalia strigosa es una especie de escarabajo longicornio del género Strangalia, categorizada en la tribu Lepturini, de la subfamilia Lepturinae. Fue descrita por Newman en 1841.

## Descripción
Mide 11-16 mm de longitud.

## Distribución
Se distribuye por Estados Unidos.